# 米穀検査

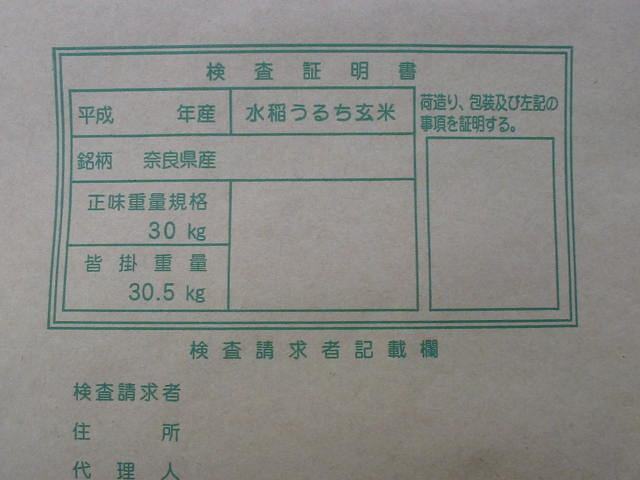
検査証明書のひな型

米穀検査（べいこくけんさ）とは、日本の法律に基づいて、生産された米について登録検査機関が行う品位および成分等検査のことをいう。

## 検査の概要
農産物検査法第3条に基づいて、米穀の生産者がその生産した米穀について品位等検査を受けるものである。政府に売り渡す米については、品位等検査が義務的な検査と定められている一方、食味等を分析する成分等検査は任意検査となっている。米穀の売買取引に係わる業者もこの品位等検査を受けることができる。輸入業者についても同様である。
品位等検査には、農産物の種類及び銘柄、量目、荷造り及び包装並びに品位が含まれる。品位は、1等級・2等級・3等級・規格外の区別があり、政府買入れ価格はそれぞれの等級によって異なる。米穀検査結果は、各地方農政局農政事務所より検査数量及び品質概況などが、水稲うるち玄米・水稲もち玄米・醸造用玄米・陸稲うるち玄米・陸稲もち玄米の種類別および品種別に公表される。1等級不合格となる主な理由には、心白米や腹白米、胴割米、着色粒の混入、あるいは含有水分の過多などを挙げることができる。
平成18年度より、国（食糧事務所）から農林水産大臣の登録を受けた民間の検査機関が全面的に検査を実施することへと変更された。農産物の検査を受けようとする場合は、登録検査機関及び最寄りの農政事務所に問い合わせる必要がある。既に一部の農政事務所は登録検査機関一覧をウェブサイトにおいて公表している。
なお、同様な用語として「農産物検査」を用いている場合があるが、これには米を始めとして小麦、大麦、はだか麦なども含まれている。農産物検査規格については、公的な機関である農産物検査規格検討会において、必要に応じ随時その見直しが行われることとされている 。

## 玄米及び精米品質表示基準
米の包装には、JAS法に基づき、以下の表示義務がある。
- 名称（玄米、精米、もち精米等）
- 原料玄米（農産物検査法による検査の証明を受けた証明米は、産地、品種、産年、使用割合を表示できる。証明のない場合、未検査米等となる。）
- 内容量（質量）
- 精米年月日（玄米の場合は調製年月日）
- 販売者（氏名または名称、住所、電話番号）

上記の通り、「精米」という用語は、「精白する事」と、できた「白米」との両方の意味の法的な正式名称である。

## 等級別品位基準
水稲うるち玄米の場合
| 等級 | 整粒割合 | 含有水分 | 被害粒、死米、着色粒、異種穀粒及び異物混入 |
| ---- | -------- | -------- | ------------------------------------------ |
| 1    | 70%以上  | 15%以下  | 15%以下                                    |
| 2    | 60%以上  | 15%以下  | 20%以下                                    |
| 3    | 45%以上  | 15%以下  | 30%以下                                    |

※ただし、農産物検査規格の玄米水分（上限）は16.0％ 。
水稲うるち完全精米の場合
| 等級 | 含有水分 | 粉状質粒及び被害粒 | 異種穀粒及び異物 |
| ---- | -------- | ------------------ | ---------------- |
| 1    | 15%以下  | 10%以下            | 0.0%以下         |
| 2    | 15%以下  | 20%以下            | 0.1%以下         |
| 等外 | 15%以下  | 25%以下            | 0.2%以下         |

## 米穀検査結果について
農林水産省より公表された検査結果（成績）によると、次のようになっている。

### うるち玄米の等級別比率
| 年産   | 検査数量（千トン） | 1等  | 2等  | 3等 | 規格外 |
| ------ | ------------------ | ---- | ---- | --- | ------ |
| 17年産 | 5,047.5            | 75.1 | 19.8 | 3.3 | 1.8    |
| 16年産 | 4,770.8            | 71.0 | 22.1 | 3.9 | 3.0    |
| 15年産 | 3,936.2            | 73.9 | 21.0 | 2.1 | 2.9    |

※単位：％

### 醸造用玄米の等級別比率
| 年産   | 検査数量（トン） | 特上 | 特等 | 1等  | 2等  | 3等 | 規格外 |
| ------ | ---------------- | ---- | ---- | ---- | ---- | --- | ------ |
| 17年産 | 5,047.5          | 0.9  | 22.9 | 58.7 | 12.0 | 3.9 | 1.7    |

※単位：％　ただし、うるち玄米とは等級区分が異なる。

### 産地品種銘柄別の1等米比率
平成17年産うるち玄米の代表的な産地品種銘柄別の1等米比率（単位：％）については、以下のとおり。
| 産地品種銘柄 | コシヒカリ | ひとめぼれ | ヒノヒカリ |
| ------------ | ---------- | ---------- | ---------- |
| 岩手         |            | 93         |            |
| 秋田         |            | 95         |            |
| 宮城         | 36         | 77         |            |
| 山形         | 94         | 91         |            |
| 福島         | 87         | 82         |            |
| 新潟         | 82         |            |            |
| 富山         | 82         |            |            |
| 石川         | 81         |            |            |
| 福井         | 74         |            |            |
| 奈良         |            |            | 95         |
| 岡山         |            |            | 35         |
| 広島         |            |            | 77         |
| 福岡         |            |            | 12         |
| 大分         |            |            | 28         |

（平成18年10月末における最終検査結果より）

## 基準外表示について
上記の品質表示基準によると、品位（等級）に関しては表示されない。また、それを表示する義務もないということになる。
したがって、食用米として実際に店頭で販売される精米には、品位的に1等級から3等級までのばらつきが存在することになる。ただ、その品位を任意に表示して販売している業者も一部で見かけることがある。